# Крутец (Приухринский сельский округ)
Крутец — деревня в Пошехонском районе Ярославской области. Входит в состав Белосельского сельского поселения.

## География
Находится в северной части Ярославской области на расстоянии приблизительно 30 км на восток-юго-восток по прямой от районного центра города Пошехонье.

## История
Деревня была отмечена еще на карте 1798 года. В 1859 году здесь (деревня Пошехонского уезда Ярославской губернии) было учтено 26 дворов, в 1898 — 22, в 1941 — 19.

## Население
Численность населения: 144 человека (1859 год), 12 (русские 100 %) в 2002 году, 10 в 2010.